# مات دوهرتي (مدرب كرة سلة)
مات دوهرتي (بالإنجليزية: Matt Doherty)‏ هو مدرب كرة سلة أمريكي، ولد في 25 فبراير 1962 في إيست ميدو في الولايات المتحدة.

## روابط خارجية
- مات دوهرتي على موقع سبورتس رفرنس (الإنجليزية)
- مات دوهرتي على موقع كلية كرة السلة في سبورتس رفرنس.كوم (الإنجليزية)
- مات دوهرتي على موقع ريلجم (الإنجليزية)
- مات دوهرتي على موقع كلية كرة السلة في سبورتس رفرنس.كوم (الإنجليزية)